# Río Charentonne
El río Charentonne es un río de Francia, el principal afluente del río Risle, un río que desemboca en el estuario del Sena. Nace en el bosque de Saint-Evroult, en el departamento del Orne y desemboca en el Risle por la izquierda en Serquigny (Eure), tras un curso de 63 km.
Riega los departamentos franceses de Orne y Eure. Su recorrido pasa por Broglie y Bernay. La cuenca del Charentonne es predominantemente rural. La ocupación del suelo se divide en dos zonas: en el curso superior predominan bosques y prados, en el curso inferior son más numerosas las tierras cultivadas y (particularmente en Bernay) las edificaciones.